# Latvijas Radio 1
Latvijas Radio 1 — национальная радиостанция в Латвии, вещающая на латышском языке. Задача радиостанции — информировать, просвещать и развлекать своих слушателей, защищать демократические ценности и способствовать позитивным изменениям в обществе.
Радио работает под девизом «Latvijas Radio 1 — vienmēr pirmais» (с латыш. — «Latvijas Radio 1 - всегда первый»), содержание программ радиостанции состоит из информации о новостных событиях в Латвии и мире, о политической, социальной, хозяйственной и культурной жизни, программы для детей, а также религиозные и музыкальные программы.

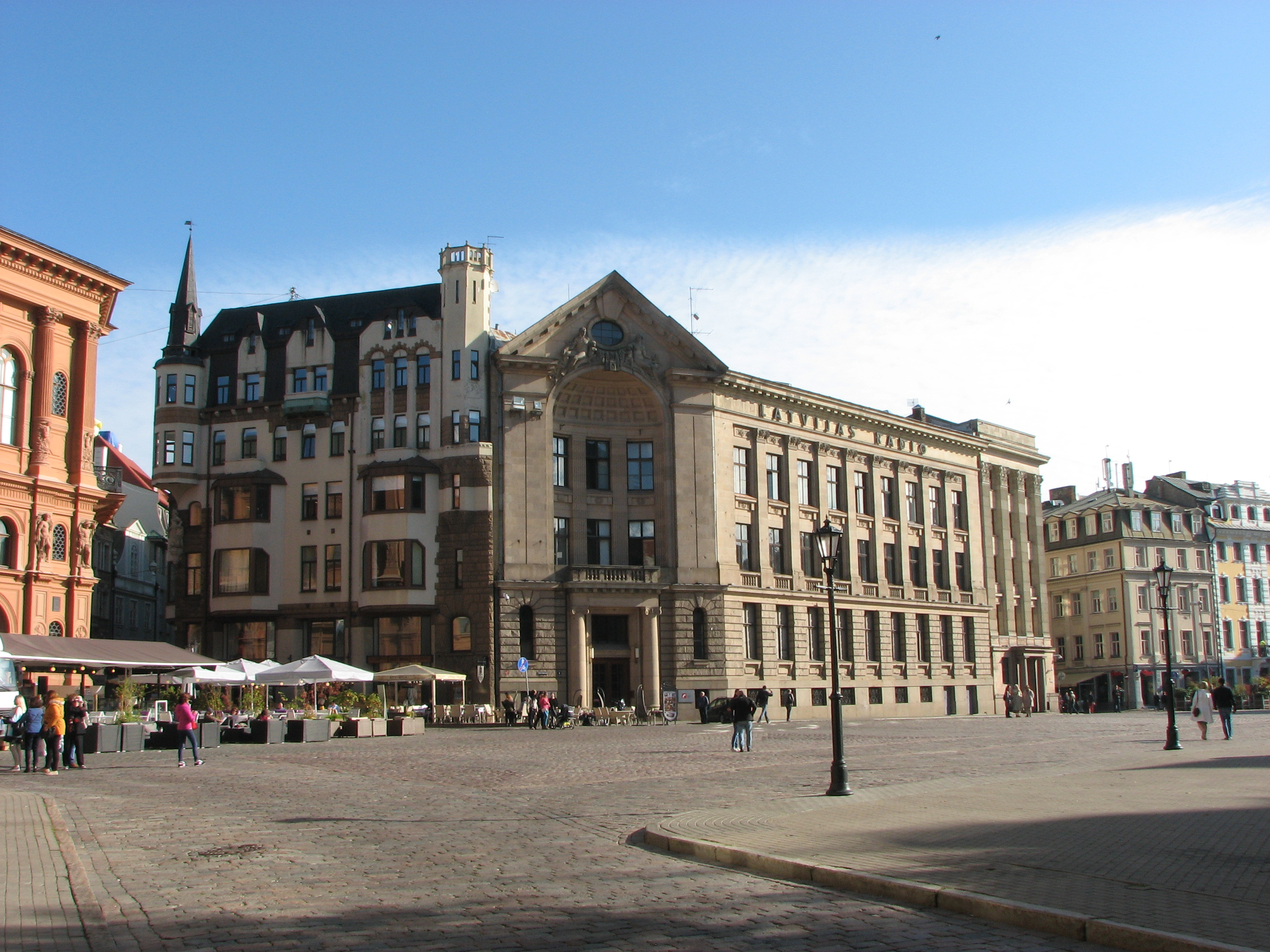
Место вещания всех отделений LR, включая LR1 (Домская площадь 8, Рига)

## История
В воскресенье 1 ноября 1925 года состоялось торжественное открытие рижского «Радиофона». В 19:20 после объявления «Hallo, šeit Rīga — Radiofons!» прозвучала вступительная речь министра связи Яниса Паулюкса, затем государственный гимн и началась трансляция оперы «Мадам Баттерфляй» из Оперного театра. Так вступила в строй 19-я радиовещательная станция Европы. Число слушателей — зарегистрированных абонентов — было всего 331 (в Риге — 172, в провинции — 159).
За 10 лет число абонентов «Радиофона» достигло 76 тысяч, а в 1937 году перевалило за 100 тысяч. Передачи можно было слушать на всей территории страны, их обеспечивали 4 передающие станции. Проводились даже успешные эксперименты со стереовещанием, когда Рижский и Клайпедский передатчики работали от разных микрофонов в студии. Программы передач вначале публиковались в журнале «Radio», а с 1929 года абоненты получали еженедельный журнал с программой Latvijas Radiofons (с лета 1936 и до мая 1940 года назывался «Hallo Latvija», далее с № 545 это «Latvijas vilnis», а потом «Radio vilnis»).
После присоединения к СССР в 1940 году Rīgas radiofons был реорганизован в Комитет радиофикации и радиовещания при СНК Латвийской ССР (Радиокомитет Латвийской ССР). Радиостанция получила название LR (Latvijas Radio — «Латвийское радио»), став республиканским тайм-слотом в рамках Радиостанции имени Коминтерна, ретрансляция которой началась через рижский радиопередатчик.
В 1953 году Радиокомитет Латвийской ССР был реорганизован в Главное управление Министерства культуры Латвийской ССР (Радиоуправление Латвийской ССР), а в 1957 году — Государственный комитет Латвийской ССР по телевидению и радиовещанию (Гостелерадио Латвийской ССР).
В 1990 году Гостелерадио Латвийской ССР было разделено на Латвийское телевидение и Латвийское радио (LR). С 1993 года Латвийское радио является членом Европейского вещательного союза.
В 1995 году LR запустило радиоканал LR 2, радиоканал LR был переименован в LR 1.

### Кризис радиостанции

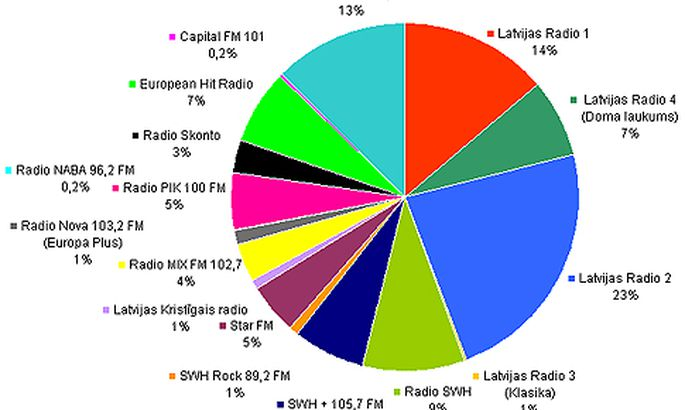
Статистика прослушиваемых радиостанций Латвии в 2004 году

15 июля 2019 года — Руководство Латвийского радио распространило открытое письмо, адресованное государственным должностным лицам: оно указывает на нехватку финансов и человеческих ресурсов в общественных СМИ. Кроме того, правление просит в срочном порядке перечислить из госбюджета на зарплаты 100 тыс. евро в этом году и 996 760 евро — в следующем.
17 июля 2019 года — Руководство Латвийского радио не допускает мысли о сокращении объема контента, хотя из-за низких зарплат Служба новостей «Latvijas Radio Ziņi» вынужденно работает в неполном составе и предупредила о возможных акциях протеста, правление радио и Национальный совет по электронным СМИ не допускают, что объём материалов, созданных журналистами, в эфире может сократиться. Об этом заявила Уна Клапкалне, председатель правления Latvijas Radio, на пресс-конференции 17 июля.
26 июля 2019 года — Организация проинформирована о ситуации в латвийских СМИ, в том числе о конфликте относительно зарплат и недовольство Национальным советом по электронным СМИ (NEPLP). Работники новостной службы Latvijas Radio написали открытое письмо, описывающее ситуацию на предприятии, к правлению Latvijas Radio, NEPLP, комиссии по правам человека и общественным делам Сейма, Министерству культуры, Кабинету министров, президенту страны Эгилу Левитсу и СМИ. В письме говорится, что высказанные в 2017 году сомнения Латвийской ассоциации журналистов по поводу избрания членов правления Latvijas Radio и назначения на место одного из членов правления человека, связанного с политическими партиями, оправдались.

#### Подробности

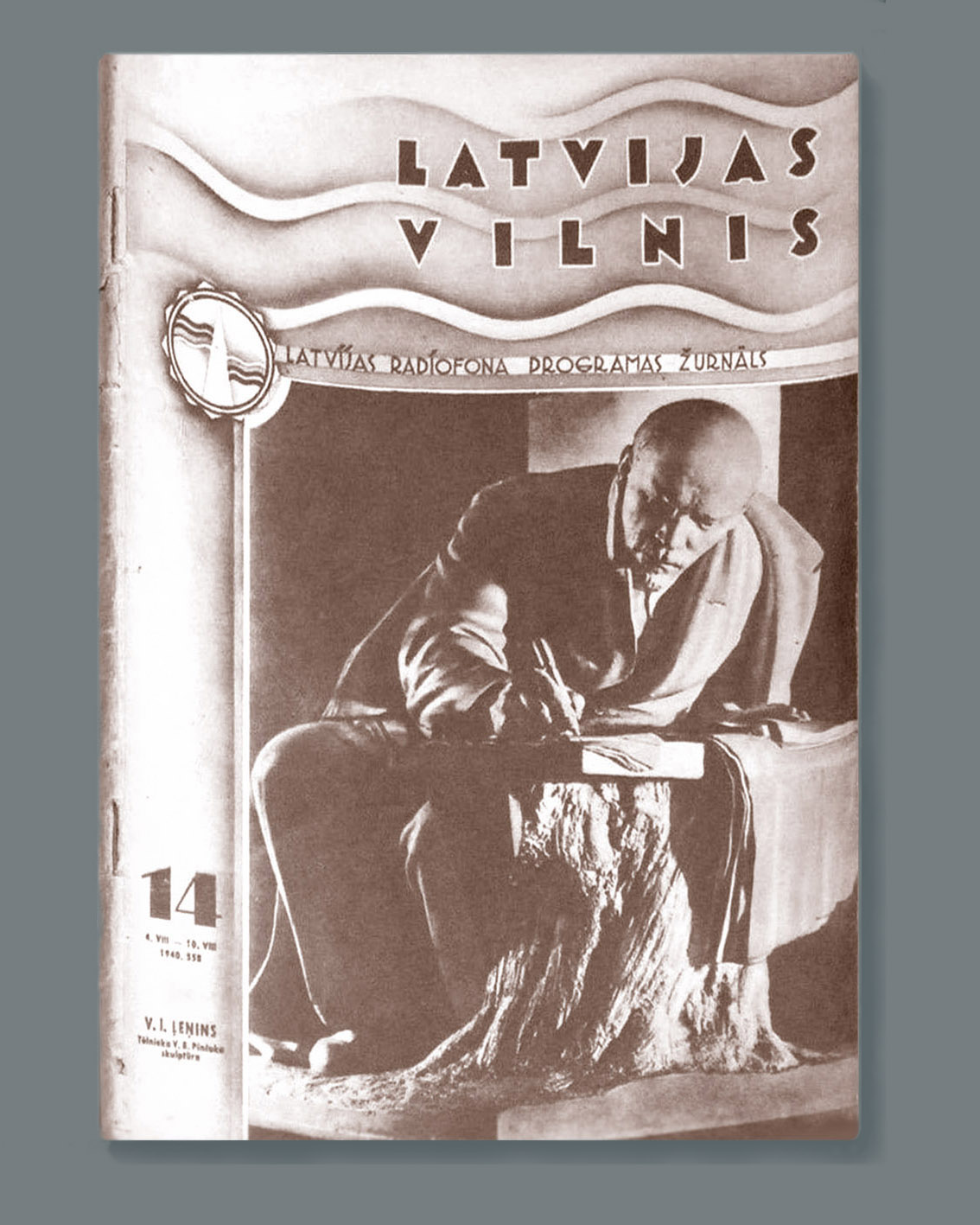
Обложка журнала радиопрограммы № 545 — Latvijas vilnis

Правление Латвийского радио опубликовало открытое письмо, в котором сообщает о кризисе в общественной радиовещательной организации. За три года радио покинула треть сотрудников, между журналистами и правлением разгорается конфликт, а для обеспечения нормальной работы радио нужны миллионы евро. Зампредседателя Национального совета по электронным СМИ (NEPLP) Иварс Аболиньш заявил, что в нынешние время совет подаст в правительство запрос на увеличение финансирования Латвийского радио. Речь идет о неполном миллионе евро в следующем году. Он признал, что средняя зарплата на радио составляет 1258 евро до вычета налогов, и это неадекватно маленькая сумма. Вопрос повышения финансирования Латвийского радио находится исключительно в компетенции политиков, уверен Аболиньш.
«Латвийское радио находится на краю пропасти» — так описывает ситуацию правление радио. Речь идет о хронической нехватке финансирования для нужд общественных СМИ. Финансирование, которое сейчас получает Латвийское радио, правление считает неадекватным для создания программ. Опытные сотрудники уходят, а новые не готовы работать на условиях, которые им может предложить радио.
Председатель правления Латвийского радио Уна Клапкалне указала, что радио срочно нужны 100 000 евро уже в этом году, почти миллион евро в следующем году и 1,1 млн евро в последующие годы. Помимо прочего, радио требует компенсацию за выход из рынка рекламы размером в 1,79 млн евро в 2020 году и 3,57 млн евро во все последующие годы. Правлению нужны гарантии того, что финансирование радио будет повышено согласно графику. Только так возможно снизить напряжение в коллективе и привлечь недостающих работников.

## Частота вещания
Информация о частотах вещания и изображения взята из источника.
| Город      | Частота |
| ---------- | ------- |
| Рига       | 90,7    |
| Лиепая     | 107,1   |
| Кулдига    | 95,9    |
| Вентспилс  | 99,2    |
| Дундага    | 91,1    |
| Валмиера   | 104,0   |
| Цесвайне   | 102,5   |
| Даугавпилс | 90,6    |
| Резекне    | 107,5   |
| Алуксне    | 106,8   |
| Виесите    | 107,6   |
| Лиелауце   | 99,6    |
| Лимбажи    | 105,5   |
| Дагда      | 102,6   |
| Пиедруя    | 87,6    |